# Dokkōdō

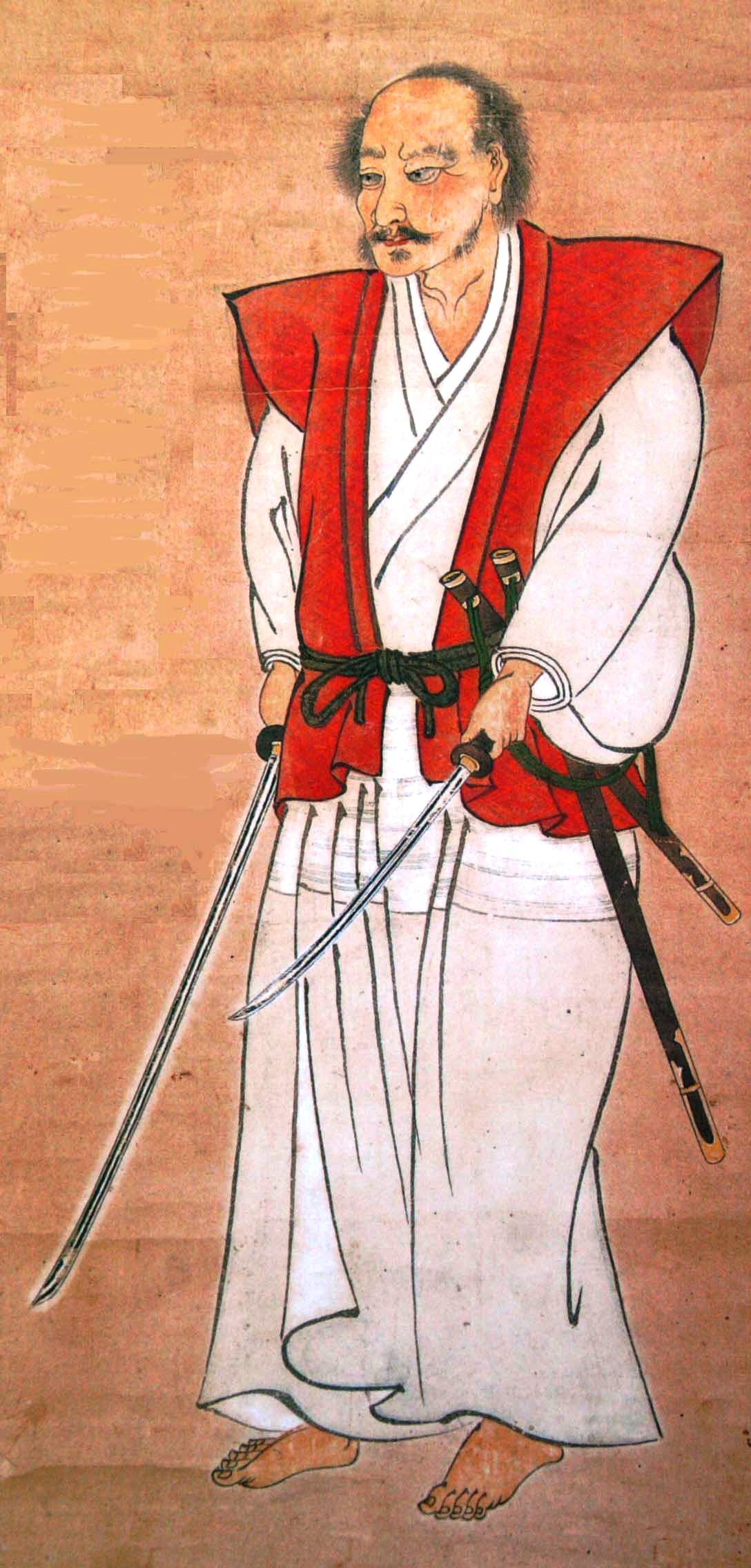
Autorretrato de Miyamoto Musashi, Museo de Arte Shimada.

El Dokkōdō (獨行道 El camino de la soledad?)  "El camino que se debe seguir solo" fue una obra escrita por Miyamoto Musashi una semana antes de su muerte (el 19 de mayo de 1645), del segundo año de Sosho. Una semana antes de su muerte había terminado de redactar un manuscrito conocido como 'Dokko-Do' ("la Vía que ha de seguirse solo" o "la Vía de la Autodisciplina).
Es una obra breve consistente en 19 a 21 preceptos (los preceptos 4 y 20 se omiten de la versión original). El Dokkōdō fue escrito cuando Musashi repartía sus posesiones para prepararse a la muerte y lo dedicó a su discípulo favorito: Terao Magonojo. En dicho documento se expresa una forma de vida estricta, honesta y asceta.

## Preceptos
A continuación y separados por puntos, se ponen las distintas maneras en las que se puede interpretar:
1. Acepta todo tal como es. Jamás actuaré contrariamente a la moral tradicional. No contravenir la Vía inmutable a través de los tiempos.
2. No busques el placer por sí mismo. Evitar buscar los placeres del cuerpo. Nunca intentaré aprovechar ningún momento de facilidad.
3. No dependas, bajo ninguna circunstancia, de un sentimiento parcial. No tengo parcialidad por nadie ni nada. Ser imparcial en todo. No dejarse arrastrar de la avidez en toda la vida.
4. Piensa con ligereza en ti mismo y profundamente en el mundo. Pienso poco en mí mismo, pero mucho en la colectividad. No preocuparse por los asuntos egoístas.
5. Mantente alejado del deseo toda tu vida. Estoy libre de codicia a través de mi vida. No estar celoso jamás de los demás, ni en bien ni en mal.
6. No te arrepientas de lo que has hecho. Nunca lamento lo que he hecho. No tener rencor o animosidad hacia sí o hacia los demás.
7. Nunca seas celoso. De ningún modo envidio a otros por su buena suerte, o me quejo de la mía si es mala. No tener ningún deseo de querer.
8. Nunca te dejes entristecer por una separación. Nunca me aflijo por la separación de alguien o de algo, en ningún momento. No estar triste por ningún tipo de separaciones.
9. El resentimiento y las quejas no son apropiados ni para uno mismo ni para los demás. Nunca reprocho nada a mí mismo o a otros, nunca me quejo sobre mí mismo o sobre los demás.
10. No te dejes guiar por la lujuria o el amor. Nunca sueño en sucumbir bajo el enamoramiento (o apasionamiento) por una mujer. No ser jamás cobarde por culpa del cuerpo.
11. No tengas preferencias en ninguna cosa. Gustos y aversiones, no tengo ninguno. No buscar jamás el bienestar personal.
12. Sé indiferente al lugar donde vives. Sea como fuere el lugar donde vivo, jamás tendré ninguna objeción en su contra.
13. No persigas el probar buena comida. Nunca deseo comida refinada para mí. No buscar los platos más refinados para contentar el cuerpo.
14. No te aferres a posesiones que ya no necesites. Nunca tengo objetos antiguos ni curiosos bajo mi posesión. No rodearse de ninguna cosa preciada en toda la vida.
15. No actúes siguiendo costumbres o creencias. Jamás realizó purificaciones o abstinencias supersticiosas para protegerme contra las malas influencias.
16. No colecciones armas o practiques con ellas más allá de lo útil. No tengo gusto por implementos de ninguna clase, exceptuando espadas y otras armas. No ser tentado por ningún objeto a pesar de las armas.
17. No temas a la muerte. Jamás resentiré de mi vida encausada hacia la rectitud. Consagrarse enteramente a la Vía sin temor, hasta la muerte. Aunque el cuerpo sea viejo, no tener deseos de la muerte.
18. No busques poseer bienes o feudos en tu vejez. En absoluto deseo tener ninguna posesión que me otorgue comodidad en mi vejez.
19. Respeta a Buda y los dioses sin contar con su ayuda. Venero a Dioses y Buddhas, pero nunca pienso depender en ellos.
20. Puedes abandonar tu cuerpo pero debes preservar tu honor. Más pronto prefiero dar mi vida que deshonrar mi buen nombre. La espada no se desenvaina a la ligera.
21. Nunca te apartes del Camino. No abandonar nunca la Vía de la táctica. Nunca, ni por un momento, ni en cuerpo ni alma, me apartaré de la Vía del Sable.